# Tonzang
Tonzang (birmano: တွန်းဇံမြို့) es una localidad del Estado Chin, en el oeste de Birmania. Dentro del estado, Tonzang es la capital del municipio homónimo en el distrito de Falam.
En 2014 tenía una población de 3777 habitantes, en torno a la décima parte de la población municipal.
En la localidad se habla principalmente el idioma zou, que forma parte de las lenguas kuki-chin. Tonzang fue fundada en la década de 1920 mediante la agrupación y traslado de unas treinta viviendas dispersas.
Se ubica a orillas del río Manipur, unos 30 km al norte de Tedim sobre el camino de montaña que lleva a Churachandpur.